# Álvaro Mora
Álvaro Mora (Moguer, España, 1998) es un guitarrista flamenco que obtuvo en el año 2022 el Premio Bordón Minero en el Festival del Cante de las Minas por su interpretación de taranta y soleá.

## Inicios
Se inició a los diez años en la Peña de Cante Jondo de Moguer recibiendo clases de José María de López, más adelante fue discípulo de Rafael Riqueni. Realizó estudios musicales en el  Conservatorio Profesional de Música "Javier Perianes" de Huelva, completando el Grado Superior de guitarra en el Conservatorio Superior de Música "Rafael Orozco" de Córdoba.

## Premios
- Finalista en el V Concurso Nacional de Guitarra Flamenca, organizado por la Diputación de Jaén.
- Segundo premio del XIV Concurso de Jóvenes Flamencos de Andalucía de la Federación de Peñas de Sevilla en 2013.
- Segundo premio del Certamen Andaluz de Jóvenes Flamencos ‘Desencaja’ 2014.
- Primer Premio de Guitarra del XVI Certamen Jóvenes Flamencos de Andalucía de la Federación de Peñas de Sevilla en mayo de 2015.[4]
- Bordón Minero del Festival del Cante de las Minas de la Unión en 2022.